# 尤里·加列诺维奇
尤里·米哈伊洛维奇·加列诺维奇（俄語：Юрий Михайлович Галенович，1932年4月20日—2020年12月31日），俄罗斯汉学家，近代史专家。主要研究中俄关系史。曾任俄罗斯科学院远东研究所俄中关系研究和预测中心首席研究员。

## 生平
1932年4月20日出生于莫斯科。1954年毕业于莫斯科东方学院。1959年毕业于外交学院。1954年至1956年、1960年至1967年、1969年至1970年先后在中国学习和工作，充当领导人的翻译。1972年至1976年，在联合国秘书处工作。1978年至1988年先后在俄罗斯科学院非洲研究所和远东研究所工作。
现任俄中友好协会副主席，俄罗斯科学院远东研究所俄中关系研究和预测中心首席研究员。

## 作品
阐述苏联对华政策形成和演变的著作有《俄罗斯—中国：六个条约》。关于中俄边界问题的著作有《20世纪的俄国与中国边界》。

## 中文译本
20世纪的俄罗斯与中国 两大民族及其领袖们系列丛书
- 加列诺维奇. . 四川人民出版社. 1999年. ISBN 7220043538.
- 加列诺维奇. . 四川人民出版社. 1999年. ISBN 7220043414.
- 加列诺维奇. . 四川人民出版社. 1999年. ISBN 7220043538.
- 加列诺维奇. . 由部彦秀 / 张瑞旋翻译. 四川人民出版社. 1999年. ISBN 9787220043406.
- 加列诺维奇. . 四川人民出版社. 1999年. ISBN 9787220043390.
- 加列诺维奇. . 四川人民出版社. 1999年. ISBN 9787220043383.